# گاوانی
یاوانی گاوانی اسم روستایی در بخش مرکزی، دهستان گرمه‌ی جنوبی شهرستان میانه می‌باشد که در گویش محاوره‌ای شهرستان میانه، با تبدیل حرف «گ» به حرف «ی» بصورت یاوانی نیز تلفظ می‌گردد. همانطوریکه تعدادی از افراد بومی اسم آبادی را گوْوانی تلفظ می‌کنند، به نظر نگارنده شکل اولیه‌ی اسم آبادی گوْوانلی بوده است که به علت تبدیل حرف «ل» به حرف «ن» در گویش شهرستان میانه (مثل تبدیل یوشانلی به یوشاننی) بصورت گوواننی و سپس برای سهولت تلفظ و کثرت کاربرد بصورت گووانی در آمده است.از مشاهیر مذهبی میتوان به مرحوم ملا مراد علی گرمرودی ،شهید ایت الله رفعت حامدی ،مرحوم ملا محسن حامدی اشاره کرد  